# ۵۲۷ (میلادی)
۵۲۷ (میلادی) پانصد و بیست و هفتمین سال تقویم میلادی است.

## درگذشتگان
- ۱ اوت - ژوستین یکم، امپراتور بیزانس

‎